# Elephant Mountain
Elephant Mountain är ett musikalbum av The Youngbloods som släpptes 1969 på RCA Records. Albumtiteln är tagen från det berg som syns på skivomslaget. Berget heter Black Mountain och ligger i Marin County, men kallas lokalt för Elephant Mountain. Då skivan började spelas in hade gitarristen Jerry Corbitt lämnat gruppen, och de fortsatte som en trio. Detta ledde till att Jesse Colin Young blev den dominerande låtskrivaren i gruppen framöver och han skrev sju av albumets låtar. Den mest uppmärksammade låten blev "Darkness, Darkness" där David Lindley medverkar på fiol. Låten släpptes som singel och nådde #86 på Billboard Hot 100-listan.

## Låtlista
Sida 1
1. "Darkness, Darkness" (Jesse Colin Young) – 3:51
2. "Smug" (Young) – 2:13
3. "On Sir Francis Drake" (Lowell Levinger) – 6:44
4. "Sunlight" (Young) – 3:07
5. "Double Sunlight" (Levinger, Young, Joe Bauer) – 0:41
6. "Beautiful" (Young) – 3:49
7. "Turn It Over" (Levinger, Young, Bauer) – 0:15

Sida 2
1. "Rain Song (Don't Let the Rain Bring You Down)" (Corbitt, Pappalardi, Collins) – 3:13
2. "Trillium" (Levinger, Young, Bauer) – 3:08
3. "Quicksand" (Young) – 2:41
4. "Black Mountain Breakdown" (Levinger, Young, Bauer) – 0:40
5. "Sham" (Young) – 2:44
6. "Ride the Wind" (Young) – 6:37

## Medverkande

### Musiker
The Youngbloods
- Jesse Colin Young – basgitarr, sång, akustisk gitarr
- Lowell "Banana" Levinger – gitarr, bakgrundssång, elektrisk piano
- Joe Bauer – trummor

Bidragande musiker
- Jerry Corbitt – gitarr, sång
- David Lindley – fiol
- Plas Johnson – tenorsaxofon
- Joe Clayton – trumpet
- Victor Feldman – vibrafon

### Produktion
- Charles E. Daniels (Charlie Daniels) – musikproducent
- The Youngbloods – musikproducent
- Bob Cullen – producent
- Richie Schmidt – ljudtekniker
- Hank Cicalo – ljudtekniker
- Mickey Crofford – ljudtekniker

## Listplaceringar
- Billboard 200, USA: #118[1]